# Saint-Amadou
Saint-Amadou è un comune francese di 230 abitanti situato nel dipartimento dell'Ariège nella regione dell'Occitania.

## Società

### Evoluzione demografica
Abitanti censiti